# Al Lee
Al Lee (8 de junio de 1893) fue un actor, productor y director de películas mudas y vodevil estadounidense nacido en Boston.
Lee se casó con la actriz Lilyan Tashman en 1914, pero la pareja se divorció en 1921. Tashman conoció a Lee mientras trabajaba en una obra de acto doble juntó con Eddie Cantor. Más tarde se convirtió en gerente de George White's Scandals.

## Gerente/Productor
- The Glass Menagerie (Gerente de la compañía; 31 de marzo de 1945 - 3 de agosto de 1946)
- George White's Music Hall Varieties (Gerente general; 1933)
- George White's Music Hall Varieties 1932 (Gerente general; 22 de noviembre de 1932 - 31 de diciembre de 1932)